# Pavel Trenikhin
Pavel Trenikhin (en russe : Павел Александрович Тренихин ; né le 24 mars 1986 à Serov) est un athlète russe, spécialiste du 400 mètres.

## Carrière
Avec un meilleur temps de 46 s 00 obtenu à Saransk le 13 juillet 2010, il est sélectionné pour faire partie du relais 4 × 400 m russe lors des Championnats d'Europe d'athlétisme 2010 à Barcelone où il devient champion d'Europe avec ses coéquipiers Maksim Dyldin, Aleksey Aksyonov et Vladimir Krasnov, en 3 min 02 s 14.
En 2011, Pavel Trenikhin remporte le 400 mètres aux Championnats du Russie en 45 s 60. Cette victoire lui permet d'être sélectionné pour les Mondiaux de Daegu, à la fois sur 400 mètres et dans le relais 4 × 400 mètres russe.
Le 29 août 2015, il porte le record de Russie du relais 4 x 400 m à 2 min 59 s 45, avec ses coéquipiers Artyom Denmukhametov, Pavel Ivashko et Denis Kudryavtsev, en série des Championnats du monde à Pékin (précédents records russes de 2008 et 2014 annulés pour disqualification tardive).

## Palmarès
| Date | Compétition                       | Lieu      | Résultat | Épreuve   | Temps        |
| ---- | --------------------------------- | --------- | -------- | --------- | ------------ |
| 2010 | Championnats d’Europe par équipes | Bergen    | 1er      | 4 × 400 m | 3 min 1 s 72 |
| 2010 | Championnats d’Europe             | Barcelone | 1er      | 4 × 400 m | 3 min 2 s 14 |
| 2011 | Championnats d’Europe en salle    | Paris     | 4e       | 4 × 400 m | 3 min 6 s 99 |
| 2011 | Championnats d’Europe par équipes | Stockholm | 1er      | 4 × 400 m | 3 min 2 s 42 |
| 2011 | Championnats du monde             | Daegu     | 4e       | 4 × 400 m | 3 min 0 s 22 |
| 2012 | Jeux olympiques                   | Londres   | 5e       | 4 × 400 m | 3 min 0 s 09 |
| 2013 | Championnats d'Europe en salle    | Göteborg  | 3e       | 400 m     | 46 s 70      |
| 2013 | Championnats d'Europe en salle    | Göteborg  | 2e       | 4 × 400 m | 3 min 6 s 96 |
| 2014 | Championnats d'Europe par équipes | Brunswick | —        | 4 × 400 m | DQ           |
| 2015 | Championnats du monde             | Pékin     | 8e       | 4 × 400 m | 3 min 3 s 05 |

### Records
| Épreuve    | Épreuve   | Performance | Lieu     | Date        |
| ---------- | --------- | ----------- | -------- | ----------- |
| 400 mètres | Plein air | 45 s 00     | Londres  | 4 août 2012 |
| 400 mètres | Salle     | 46 s 00     | Göteborg | 2 mars 2013 |